# La Prison de feu
 (juillet 2025).
Pour plus de détails, voir Fiche technique et Distribution.
La Prison de feu (titre original : La prigione infuocata) est un film muet italien réalisé par Ubaldo Maria Del Colle et sorti en 1911.

## Fiche technique
- Titre : La Prison de feu
- Titre original : La prigione infuocata
- Réalisation : Ubaldo Maria Del Colle
- Scénario :
- Photographie : Giovanni Vitrotti
- Montage :
- Producteur : Ernesto Maria Pasquali
- Société de production : Pasquali e C.
- Société de distribution : Pasquali e C.
- Pays d'origine :  Italie
- Langue : film muet avec les intertitres en italien
- Format : Noir et blanc — 35 mm — 1,33:1 — Muet
- Genre : Film dramatique
- Durée : 8 minutes
- Dates de sortie : 
  -  Royaume d'Italie : 1911
  -  Espagne : mai 1911
  -  Royaume-Uni : 13 mai 1911

## Distribution
- Lydia De Roberti
- Ubaldo Maria Del Colle